# Championnat du Botswana de football 2016-2017
Navigation
Saison précédente Saison suivante
La saison 2016-2017 du Championnat du Botswana de football est la cinquante-deuxième édition du championnat de première division au Botswana. Les seize meilleures équipes du pays sont regroupées au sein d’une poule unique où ils s’affrontent deux fois au cours de la saison, à domicile et à l’extérieur. En fin de saison, les trois derniers du classement sont relégués et remplacés par les trois meilleurs clubs de deuxième division.
C'est le tenant du titre, le club de Township Rollers qui est à nouveau sacré cette saison après avoir terminé en tête du classement final, avec huit points d'avance sur Jwaneng Galaxy et quinze sur Orapa United. Il s’agit du quatorzième titre de champion du Botswana de l’histoire du club.

## Qualifications continentales
Le champion du Botswana se qualifie pour la Ligue des champions de la CAF 2018 tandis que le vainqueur de la Mascom Top 8 obtient son billet pour la Coupe de la confédération 2018.

## Les clubs participants
- Township Rollers
- Police XI
- Mochudi Centre Chiefs
- Orapa United
- Black Forest FC - Promu de D2
- Jwaneng Galaxy FC
- Botswana Defence Force XI
- Security Systems FC - Promu de D2
- Miscellanous FC
- Nico United
- Sankoyo Bush Bucks FC
- Gilport Lions
- LCS Extension Gunners
- Gaborone United
- Green Lovers FC
- Mahalapye Hotspurs - Promu de D2

## Compétition
Le barème utilisé pour établir le classement est le suivant :
- Victoire : 3 points
- Match nul : 1 point
- Défaite : 0 point

### Classement
| Rang | Équipe                    | Pts | J  | G  | N  | P  | Bp | Bc | Diff |
| ---- | ------------------------- | --- | -- | -- | -- | -- | -- | -- | ---- |
| 1    | Township RollersT         | 66  | 30 | 19 | 9  | 2  | 59 | 18 | +41  |
| 2    | Jwaneng Galaxy FC         | 58  | 30 | 16 | 10 | 4  | 47 | 23 | +24  |
| 3    | Orapa United              | 51  | 30 | 13 | 12 | 5  | 43 | 24 | +19  |
| 4    | LCS Extension Gunners     | 47  | 30 | 11 | 14 | 5  | 31 | 25 | +6   |
| 5    | Gaborone United           | 46  | 30 | 12 | 10 | 8  | 36 | 25 | +11  |
| 6    | Security Systems FCP      | 45  | 30 | 12 | 9  | 9  | 36 | 32 | +4   |
| 7    | Mochudi Centre Chiefs     | 41  | 30 | 11 | 8  | 11 | 49 | 39 | +10  |
| 8    | Botswana Defence Force XI | 40  | 30 | 10 | 10 | 10 | 33 | 29 | +4   |
| 9    | Black Forest FCP          | 39  | 30 | 8  | 15 | 7  | 30 | 28 | +2   |
| 10   | Gilport Lions FC          | 39  | 30 | 10 | 9  | 11 | 27 | 35 | -8   |
| 11   | Miscellanous FC           | 33  | 30 | 8  | 9  | 13 | 31 | 39 | -8   |
| 12   | Sankoyo Bush Bucks FC     | 33  | 30 | 8  | 9  | 13 | 28 | 37 | -9   |
| 13   | Police XI                 | 32  | 30 | 7  | 11 | 12 | 26 | 32 | -6   |
| 14   | Nico United               | 32  | 30 | 9  | 5  | 16 | 37 | 55 | -18  |
| 15   | Green Lovers FC           | 21  | 30 | 4  | 9  | 17 | 23 | 55 | -32  |
| 16   | Mahalapye HotspursP       | 19  | 30 | 4  | 7  | 19 | 20 | 60 | -40  |

|  | Qualification pour la Ligue des champions de la CAF 2018 |
|  | Qualification pour la Coupe de la confédération 2018     |
|  | Relégation directe en deuxième division                  |
|  | T : Tenant du titre P : Promu de D2                      |

## Bilan de la saison
| Championnat du Botswana de football 2016-2017 |                              |
| Champion                                      | Township Rollers (14e titre) |
| Qualifications continentales                  |                              |
| Ligue des champions de la CAF 2018            | Township Rollers             |
| Coupe de la confédération 2018                | Jwaneng Galaxy FC            |
| Promotions et relégations                     |                              |
| Promus en Premier League                      | Sharps Shooting Stars FC     |
| Promus en Premier League                      | TAFIC Football Club          |
| Promus en Premier League                      | União Flamengo Santos        |
| Relégués en Second Division                   | Nico United                  |
| Relégués en Second Division                   | Green Lovers FC              |
| Relégués en Second Division                   | Mahalapye Hotspurs           |